# Palaeodocosia janickii
Palaeodocosia janickii är en tvåvingeart som först beskrevs av Dziedzicki 1923.  Palaeodocosia janickii ingår i släktet Palaeodocosia och familjen svampmyggor. Inga underarter finns listade i Catalogue of Life.